# 1998-as Australian Open
Az 1998-as Australian Open az év első Grand Slam-tornája, az Australian Open 86. kiadása volt. Január 19. és február 1. között rendezték meg Melbourne-ben. A férfiaknál a cseh Petr Korda, nőknél a svájci Martina Hingis nyert.

## Döntők

### Férfi egyes
Petr Korda -  Marcelo Ríos, 6-2, 6-2, 6-2

### Női egyes
Martina Hingis -  Conchita Martínez, 6-3, 6-3

### Férfi páros
Jonas Bjorkman /  Jacco Eltingh -  Mark Woodforde /  Todd Woodbridge, 6-2, 5-7, 2-6, 6-4, 6-3

### Női páros
Martina Hingis /  Mirjana Lučić -  Lindsay Davenport /  Natasha Zvereva, 6-4, 2-6, 6-3

### Vegyes páros
Venus Williams /  Justin Gimelstob -  Helena Suková /  Cyril Suk, 6-2, 6-1

## Juniorok

### Fiú egyéni
Julien Jeanpierre –  Andreas Vinciguerra 4–6, 6–4, 6–3

### Lány egyéni
Jelena Kostanić –  Wynne Prakusya 6–0, 7–5

### Fiú páros
Jérôme Haehnel /  Julien Jeanpierre –  Mirko Pehar /  Lovro Zovko 6–3, 6–3

### Lány páros
Evie Dominikovic /  Alicia Molik –  Leanne Baker /  Rewa Hudson 6–3, 3–6, 6–2